# Izsold család
Izsold vagy Isold család egy Bars vármegyei és Verebélyi széki érseki nemesi család.
Címeres nemeslevelet 1685. november 1-én I. Lipóttól István kapott. Isold Istvánnak felesége Katalin, Nagy Mihálynak Soós Borbálától született leánya volt. Gyermekeik Isold István, Mária, Mihály és János voltak.
1711-ben Garamszőlősön Isold István özvegyét és Isold Balázst említik birtokosként. Az 1715-ös országos összeíráson Garamszőlősön 4, Perneken pedig Isóld Miklóst, az 1720-as országos összeírás során Garamszőlősön több férfi családtagot, Németgurabon Ferencet írták össze. János 1722-ben Garamszőlősön élt. Az 1754-55. évi országos nemesi összeiráskor Nyitra vármegyében István igazolt nemes. A 18. században a verebélyi szék néveri járásához tartozó Csejkőszőllősön többek mellett Izsold Mihályt, Mártont és Istvánt is összeírták. 1797-ben Garamszőlősön Isold István, Imre, János és András árvái voltak birtokosok. 1828-ban Izsold Józsefet, Jánost és ifj. Mihályt, Györgyöt, és Imrét írták össze Garamszőllősön.
Címerpecsétjük Nógrád vármegye levéltárában is előfordult. Címerükben a pajzs kék udvarában hátsó két lábán álló arany griff, melső jobb lábával négy darab vassarkantyú-pengét, bal lábával pedig zöld koszorút tart. Sisakdíszben növekvőn. Foszladék jobbról arany-kék, balról ezüst-vörös.

## Neves családtagok
- Jozef Ižold (1964) a szlovák szalézi rendtartomány provinciálisa